# Perizoma molybda
Perizoma molybda är en fjärilsart som beskrevs av Fletcher 1961. Perizoma molybda ingår i släktet Perizoma och familjen mätare. Inga underarter finns listade i Catalogue of Life.